# فابيان كوتر
فابيان كوتر (مواليد 22 سبتمبر 1985) هو مبارز بالسيف سويسري، مثّل بلاده في الألعاب الأولمبية الصيفية 2012.

## روابط خارجية
فابيان كوتر على موقع الاتحاد الدولي للمبارزة (الإنجليزية)
- فابيان كوتر على موقع الاتحاد الأوروبي للمبارزة (الإنجليزية)
- فابيان كوتر على موقع أوليمبيديا (الإنجليزية)